# Ларино (Вологодская область)
Ларино — деревня в Вашкинском районе Вологодской области.
Входит в состав Ивановского сельского поселения, с точки зрения административно-территориального деления — в Ивановский сельсовет.
Расстояние по автодороге до районного центра Липина Бора — 58 км, до центра муниципального образования деревни Ивановская — 3 км. Ближайшие населённые пункты — Мытчиково, Трифаново, Ушаково.
По данным переписи в 2002 году постоянного населения не было.